# Michael W. Hagee
Michael William Hagee (Hampton, 1º dicembre 1944) è un generale statunitense.
È stato il 33º Comandante del Corpo dei Marine, succedendo al Generale James L. Jones il 13 gennaio 2003 ed è stato sostituito nell'incarico dal Generale James T. Conway il 13 novembre 2006. Si è dimesso come Comandante due mesi prima della fine del suo mandato di quattro anni perché aveva la cerimonia di pensionamento poco prima della cerimonia del cambio di comando. Il Generale Hagee si è ritirato dal Corpo dei Marines il 1º gennaio 2007.
Il Generale Hagee si è laureato con lode alla US Naval Academy nel 1968 con un Bachelor of Science in ingegneria. È anche titolare di un Master of Science in Electrical Engineering alla US Naval Postgraduate School e un Master of Arts di sicurezza nazionale e gli studi strategici dal Naval War College. Si è anche laureato al Comando e Staff College e la US Naval War College.

## Comandi assegnati
- Primo Comando, Compagnia A, 1º Battaglione, 9th Marines (1970)
- Ufficiale in Comando, Compagnia A, 1º Battaglione, 9th Marines (1970-1971)
- Ufficiale in Comando, Compagnia H, S, 1º Battaglione, 1st Marines (1970-1971)
- Ufficiale in Comando, Waikele-West Loch Guard Company (1974-1976)
- Ufficiale in Comando, Pearl Harbor Guard Company (1976-1977)
- Ufficiale in Comando, 1º Battaglione, 8th Marines (1988-1990)
- Ufficiale in Comando, 11th Marine Expeditionary Unit (1992-1993)
- Comandante Generale, 1ª Divisione Marines (1998-1999)
- Comandante Generale, IMarine Expeditionary Force (2000-2002)
- Comandante, Corpo dei Marines (2003-2006)

## Decorazioni

### Medaglie
- Defense Distinguished Service con Oak Leaf Cluster
- Defense Superior Service
- Bronze Star con Valor device
- Defense Meritorious Service
- Meritorious Service con Gold Star
- Navy Achievement con Gold Star
- National Intelligence Distinguished Service
- National Defense Service con 2 Service Stars
- Armed Forces Expeditionary
- Vietnam Service con 3 Service Stars
- Southwest Asia Service con Service Star
- Vietnam Gallantry Cross Unit Citation
- Vietnam Campaign
- Kuwait Liberation

### Nastrini
- Combat Action
- Joint Meritorious Unit Award con 2 Oak Leaf Clusters
- Meritorious Unit Commendation con Service Star
- Sea Service Deployment con 2 Service Stars
- Navy and Marine Corps Overseas Service con Service Star
- Vietnam Civil Actions Unit Citation

### Altre
- Legion of Merit con 2 Gold Stars
- Commander of Legion d' Honneur

### Badge
- Office of the Joint Chiefs of Staff Identification